# Diostracus antennalis
Diostracus antennalis är en tvåvingeart som beskrevs av Sadao Takagi 1968. Diostracus antennalis ingår i släktet Diostracus och familjen styltflugor. Inga underarter finns listade i Catalogue of Life.